# NGC 2879
NGC 2879 في الفهرس العام الجديد، هي مجرة، تقع في كوكبة الشجاع. اكتشفت في 27 فبراير 1865 بواسطة هاينريش لويس دريست.

## روابط خارجية
- NGC 2879 على موقع ويكي سكاي: DSS2, SDSS, GALEX, IRAS, Hydrogen α, X-Ray, Astrophoto, Sky Map, Articles and images